# ロケットダイン

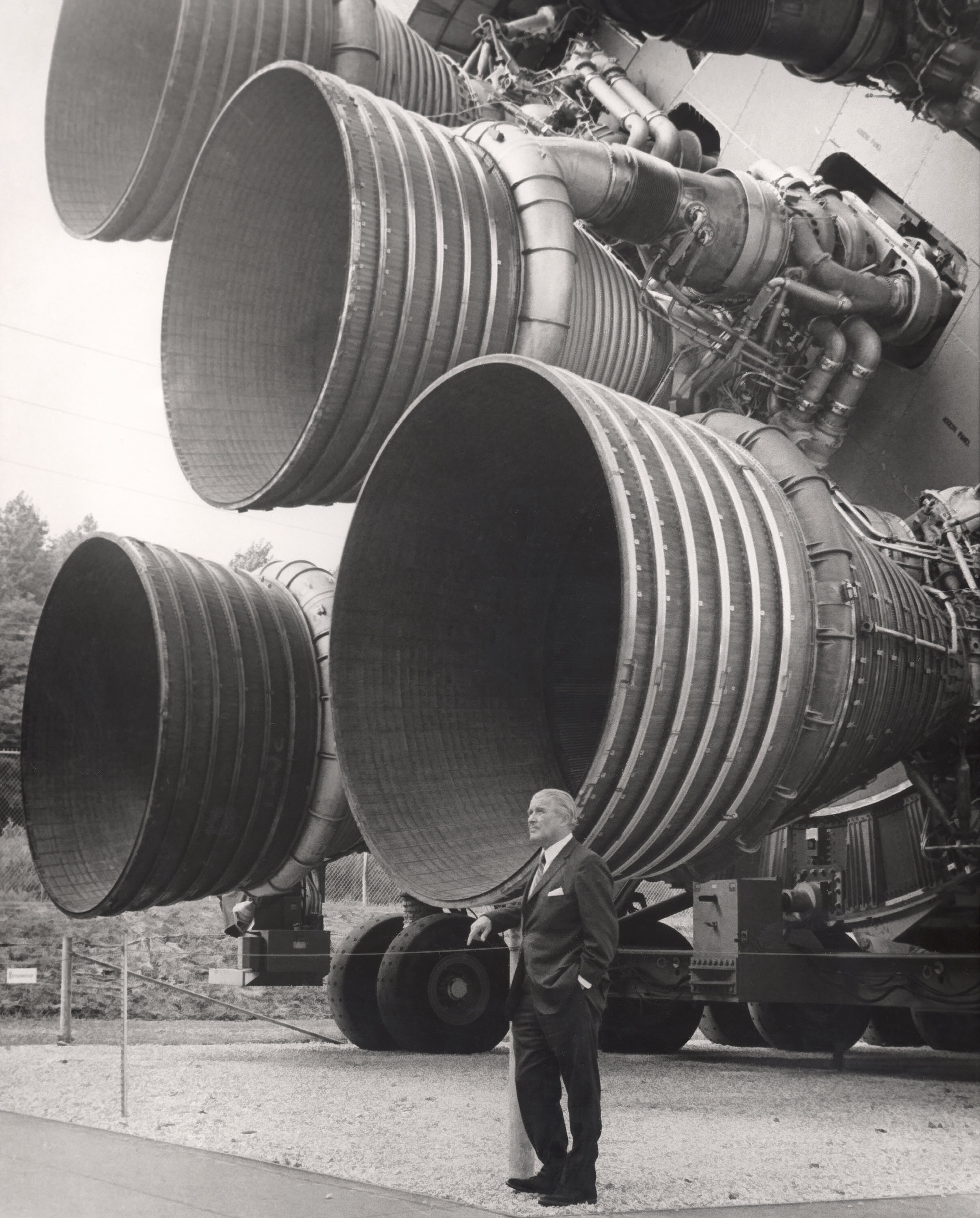
サターンVロケットのF-1エンジンの前に立つヴェルナー・フォン・ブラウン博士

ロケットダイン（Rocketdyne）は、アメリカ合衆国の液体燃料ロケットエンジンの主要な設計製造業者。同社はその歴史の大部分でノースアメリカン社(NAA)と深い関わりを持っていた。NAA 社はロックウェル・インターナショナルと合併し、その後1996年12月にボーイング社に買収された。2005年2月、ボーイング社はロケットダイン社をプラット・アンド・ホイットニー社に売却することに合意し、2005年8月2日、その契約が履行され、プラット・アンド・ホイットニー・ロケットダイン（Pratt & Whitney Rocketdyne）となった。
2012年3月に、プラット・アンド・ホイットニー・ロケットダインの親会社であるユナイテッド・テクノロジーズ(UTC)がグッドリッチ社を取得するために一部事業の売却を行うことを発表し、プラット・アンド・ホイットニー・ロケットダインはGenCorpに売却されることになった。しかし、連邦取引委員会(FTC)の承認が遅れたため、この売却が完了したのは2013年半ばのことであった。2013年6月にFTCの承認が得られたため、プラット・アンド・ホイットニー・ロケットダインはGenCorpの傘下に入った。GenCorpは別のロケットエンジンメーカであるエアロジェット社を傘下に有していたため、ライバル企業であった両社は統合されてエアロジェット・ロケットダイン（Aerojet Rocketdyne）となった。

## 歴史
ロケットダイン社は NAA が第二次世界大戦直後に設立した。設立目的はドイツのV2ロケットを研究し、SAEや合衆国がその知識を活用できるようにすることであった。ロケットダインはまた、V2のエンジンの設計からバーナーとインジェクターの分離などの一般的なコンセプトを踏襲して、さらに大型のナバホミサイル計画のエンジンを開発した。この仕事は1940年代にはそれほど重要と思われず、資金提供も少なかった。しかし、1950年に朝鮮戦争が勃発すると、優先順位が変わってきたのである。ナバホの開発は困難の連続で、レッドストーンミサイルの設計（基本的にV2をそのまま大型化したもの）が製造段階に入ったのを受けて、1950年代後半にナバホ計画は中止された。しかし、ロケットダインのエンジン（A-5 または NAA75-110）はレッドストーン向けに開発されたエンジンよりも遥かに信頼性が高いことを証明した。そのため、レッドストーンは A-5 を使うよう再設計された（そのために射程が短くなったが、信頼性が優先された）。1955年、ミサイルが製造段階に入ると、NAA はロケットダインを独立部門としてスピンオフさせた。
ロケットダインの次の大きな開発は、S-3D と呼ばれる初めての新設計であり、V2 からの派生設計である A シリーズと並行して開発が行われた。S-3 はジュピターの設計（レッドストーンの発展型）で使用され、後にさらに性能の良いソーミサイルにも使われた。さらに大型の LR89/LR105 はアトラスで使用された。ソーは軍用には短期間しか使われなかったが、1950年代から1960年代にかけて人工衛星の打ち上げに使われた。「ソー・デルタ」という発展型がその後宇宙開発で使われるデルタロケットの原型となったが、1960年代後半のデルタはソーとは全く関係がなかったのである。本来の S-3 エンジンは一部のデルタロケットでも使われたが、デルタの大部分はその改良型の RS-27 を使用した。これは、アトラスの3エンジンクラスタ構成を1エンジンで置き換えることを目的として開発されたものであった。
アトラスも軍事用の兵器としての使用期間は短く、その後数十年間、宇宙への打ち上げに使われるようになった。マーキュリー計画の一部でも使われたが、アトラス-アジェナ、アトラス-セントールとして人工衛星打ち上げに多く使われた。アトラスの発展型は今も製造され使われている。
ロケットダインはアメリカ航空宇宙局の主要供給業者となった。サターンロケットの主エンジン全てを供給した（計画だけで終わったノヴァロケットでもその予定だった）。
サターンIの一段目 S-I には8基の H-1 、二段目 S-IV には6基の RL-10 が使われている。
サターンIBの一段目 S-IBには8基の H-1 、二段目 S-IVB には1基の J-2 が使われている。
サターンVの一段目 S-IC には5基の F-1 、二段目 S-II には5基の J-2 、三段目 S-IVB には1基の J-2 が使われている。
1965年には、ロケットダインはタイタンを除く合衆国内のほとんどのロケットエンジンを製造するようになった。従業員数は 65,000名にも膨れ上がった。ロケットダインはSSMEの契約も勝ち取り、このままの成長が1970年代にも続くと思われた。しかし、軍と民間との間の契約数の急激な低下により、同社も人員削減を余儀なくされたのである。宇宙船製造の大企業となっていたノースアメリカンはスペースシャトルに大きく依存するようになっていたため、1966年にはロックウェル社と合併しノースアメリカン・ロックウェル社となった。同社は数年後にロックウェル・インターナショナルと改称。ロケットダインはその中の主要部門の1つとなった。
1980年代から90年代にかけて、ロックウェルは縮小傾向が続いた。まず一般航空機部門を1980年、Sabrelinerビジネスジェット部門を1983年に売却。かつての NAA の残りの部門はロケットダインと共に 1996年にボーイング社に売却された。ロケットダインはボーイングの統合防衛システム部門の一部となったが、2005年8月2日、プラット・アンド・ホイットニー社に売却された。

## 主な製品
ロケットダイン社が開発した主なエンジンを以下に列挙する。カッコ内は燃料の構成。
- H-1 (高純度ケロシン/液体酸素) サターンI/Ib、ジュピター、Mercury-Redstone、一部のデルタロケットで使用。
- F-1 (高純度ケロシン/液体酸素) サターンVロケットで使用。
- J-2 (液体水素/液体酸素) サターンV および IB で使用。
  - J-2X (液体水素/液体酸素) J-2 エンジンのアップグレード版。スペースシャトル後に予定されている有人のアレスIと無人のアレスVで使用予定。
- SSME (液体水素/液体酸素) スペースシャトルの主エンジン。ロケットダインでは RS-25 と呼ばれている。
- RL-10 (液体水素/液体酸素) サターンI およびアトラスの上段のセントールで使用。また、Lunar Surface Access Module の主推進機関としても使用予定。
- RS-68 (液体水素/液体酸素) デルタIV の一段目で使用。アレスVの主推進機関としても使用予定。
- RS-27A  (高純度ケロシン/液体酸素) デルタII/III、アトラスで使用。

## 拠点その他
ロケットダインのエンジンの多くはボーイングの Santa Susana Field Laboratory (SSFL) で試験が行われた。現在の プラット・アンド・ホイットニー・ロケットダイン社はユナイテッド・テクノロジーズ社の完全子会社であり、本拠地はカリフォルニア州 Canoga Park 近くにある。他の拠点はウェストパームビーチ（フロリダ州）、ハンツビル（アラバマ州）、ケネディ宇宙センター（フロリダ州）、ジョン・C・ステニス宇宙センター（ミシシッピ州）など。
ロケットダインはエドワーズ空軍基地での様々な計画も主導した。
1959年7月26日、ロケットダインはナトリウム冷却式の原子炉の実験を Santa Susana Field Laboratory で行い、メルトダウンによる放射能漏れを起こした。また、核廃棄物の不適切な処理について告発されたこともある。ただし、現在のロケットダイン社は原子力技術には関与しておらず、Santa Susana Field Laboratory は核実験にもロケットエンジンの試験にも使われていない。